# Der freie Wille
Der freie Wille (en español El libre albedrío) es una película alemana de Matthias Glasner del año 2006. Cuenta la historia de un violador que, después de permanecer recluido en un centro penitenciario hospitalario, inicia una relación con una joven que durante años fue maltratada psicológicamente por su padre. La película está protagonizada en sus papeles principales por Jürgen Vogel y Sabine Timoteo. Fue estrenada en la Berlinale el 13 de febrero de 2006 y en los cines alemanes el 24 de agosto de 2006.

## Sinopsis
El ayudante de cocina Theo Stoer incapaz de controlar su frustración viola en un pueblo a orillas del Mar Báltico a una joven ciclista. Unas horas después es apresado. Por esta violación y dos más, el tribunal lo condena a pasar nueve años en un hospital psiquiátrico. Pasado este tiempo Theo es trasladado a un piso bajo vigilancia en Mülheim.
El asistente social encargado de su vigilancia le consigue un trabajo en una imprenta. Al mismo tiempo, Theo empieza a entrenarse en artes marciales. Pero en su día a día a Theo le cuesta dominarse para no reincidir. Se interesa por una camarera de una pizzeria, pero cuando reúne valor para hablarle, es rechazado.
Un día conoce a la joven Netti, la hija del dueño de la imprenta, de la que se enamora, y a pesar de las dificultades iniciales la relación parece transcurrir en cierta armonía. El asistente social del que Theo se ha hecho amigo es despedido y se traslada a Berlín. Antes de que puedan formalizar su relación, Netti se va a hacer un curso de cocina a Bélgica. Theo está a punto de violar a una vendedora que poco antes conociera en unos grandes almacenes. La sigue en el metro y entra en su casa. Pero en el último momento abandona el piso sin que la chica se de cuenta. Theo visita a Netti en Bélgica. Para sorprenderla la lleva a una iglesia donde una soprano canta la canción "Ave Maria" que la noche anterior habían escuchado en la radio.
Theo y Nettie van conociéndose y dándose cuenta de que son dos almas atormentadas. Theo tiene que enfrentarse a sus impulsos hacia las mujeres. Nettie lucha desde hace años contra los daños psicológicos provocados por los malos tratos de su padre. Cuando Nettie regresa a Mülheim, Theo se muda con ella.
De vuelta a Alemania, Theo comprende que nunca podrá dominar sus instintos y viola a otra chica. Theo cuenta a Nettie su pasado y da por terminada su relación. También le cuenta lo que hizo el día antes. Nettie busca a una de las mujeres que nueve años antes fueron violadas por Theo. Cuando la encuentra, la mujer piensa que se trata de otra víctima de una violación. Nettie le confiesa que es amiga de Theo. La mujer entra en el baño del café donde su reúnen, para golpear a Nettie y violarla.
Nettie localiza a Theo, lo sigue y observa lo que hace. Theo sigue a una chica. Y Nettie ve como entra en su piso y la viola.
La película termina con el suicidio de Theo abrazado por Nettie.

## Premios
- Oso de Plata en la Berlinale de 2006 para Jürgen Vogel por su contribución como actor, coautor del guion y productor.
- Premio del Gilde der deutschen Filmkunsttheater para Matthias Glasner.

- Datos: Q320319